# ТАЛКО Арена
ТА́ЛКО Аре́на (тадж. ТАЛКО Арена) — многофункциональный стадион в городе Турсунзаде, Республики Таджикистан. Вмещает 13 770 зрителей. Является домашней ареной футбольного клуба «Регар-ТадАЗ», который участвует в Высшей лиге чемпионата Таджикистана. На стадионе, также проводит свои некоторые матчи Национальная Сборная Таджикистана.
Первоначальное название стадиона «Металлург». Был построен и открыт в 1960 году. В 1998 году на месте старого стадиона строителями Таджикского алюминиевого завода (ТАЛКО) был построен нынешний стадион. В то время стадион имел одну, западную трибуну, которая вмещала 3050 зрителей. В 2003 году на стадионе проводилась первая реконструкция, в ходе которой была построена вторая — восточная трибуна, и вместимость стадиона увеличилась до 6000. В 2008 году состоялась вторая реконструкция, в ходе которой у стадиона появились две боковые трибуны, а также перекрытие трибун наподобие крыши. После данной реконструкции, вместимость стадиона составила 13 770.
В 2016—2017 годах проводилась третья по счёту реконструкция, в ходе которой стадион был полностью обновлён, а вместимость осталась прежней — 13 770. Во время реконструкции были проведены полная замена сидений, солнцезащитного перекрытия трибун и настил новых беговых дорожек, установлено новейшее звуковое оборудование и табло. Также стадион был оснащен камерами видеонаблюдения. В ходе этой реконструкции было решено о переименовании стадиона на «ТАЛКО Арена». Открытие стадиона состоялось в марте 2017 года.
В 2009 году на стадионе «Металлург» проводился финальный этап Кубке президента АФК 2009. На стадионе кроме спортивных турниров и матчей, проводятся праздники и мероприятия городского и государственного масштабов.